# František Picko-Zásmucký
František Picko-Zásmucký (23. září 1868 Karlín – 20. května 1931 Mělník) byl český úředník, spisovatel a překladatel.

## Život
Narodil se v rodině Vácslava Picka (1834/1835) a Marie Pickové-Šmejkalové (1842/1843). Měl devět sourozenců: Marii (1870), Ludmilu (1871–1873), Vácslava (1872–1873), Emilii (1874–1890), Zdeňku (1877), Růženu (1879–1880), Olgu (1880–1880), Bedřišku Janouškovou (1883) a Jaroslavu Boučkovou (1885–1912).
Jeho otec byl učitelem a ředitelem na českých obecních školách v Karlíně, otcův bratr František (1828) byl učitel a hudebník. František Picko-Zásmucký se stal úředníkem a vypracoval se na berního ředitele.
Byl znám jako redaktor, beletrista – autor povídek, humoresek a kupletů a překladatel dramat z němčiny a francouzštiny. Publikoval též v okruhu Josefa Švába Malostranského. Kromě přídomku Zásmucký používal pseudonymy Ota Held, Xaver Kalivoda, Aksakov.
V Unhošti bydlel na čísle popisném 253, v Mělníku na adrese Husova 38.

## Dílo

### Próza[3]
- Co láska zlého natropí a jiné humoresky – Praha: Jan Kotík, 1917
- Lekníny: román ze slovenských lázní – Brno: Nové ilustrované listy (NIL), 1922
- Na staré poště: povídka – Brno: Typos, 1922
- A svět se točí dál: román – Brno: NIL, 1925
- Na dračkách: povídka – Brno: NIL, 1925
- V mlžinách života: román – Brno: NIL, 1926
- A svět se točí – Praha-Vysočany: Max Forejt, 1927
- Když život zabouří a jiné povídky – Přelouč: Eman Liška, 1927
- Promarněný život: novely
- Otrávené duše: povídky
- Pamětní spis Sokola unhošťského: vydaný k oslavě čtyřicetiletého trvání jednoty ve dnech 27. a 28. října 1927 – Unhošť: Tělocvičná jednota Sokol, 1927
- Zhroucení rodiny Rudlovy: román 1929 – Hradec Králové: František Šupka, 1936

### Překlady[4]
- Mladá láska – A. Willbrant
- Veseloherní firma: veselohra o 3 jednáních – Oscar Walther a Leon Stein. Praha: Mamert Knapp, 1905
- Papínkovy zálety – Malachov a Elsner
- Sedmnáctiletá – M. Dreyer. Praha: Josef Richard Vilímek, 1911
- Sňatek z lásky: obraz ze života ve třech jednáních s předehrou – A. Baumbergová. Praha: František Švejda, 1912
- Čečetkovy líbánky: fraška ve čtyřech jednáních – Karel Laufs. Praha: F. Švejda, 1913